# Аберт, Иоганн Йозеф
Иоганн Йозеф А́берт (Иоганн Иосиф Аберт, Ян Аберт; нем. Johann Joseph Abert; чеш. Jan Josef Abert; 20 сентября 1832, Коховице, Богемия — 1 апреля 1915, Штутгарт) — немецкий композитор и капельмейстер. Отец музыковеда Германа Аберта.
Иногда определяется как чешско-немецкий композитор, так как по происхождению из судетских немцев. Предназначенный к духовному сану, он был отдан до 15-летнего возраста на воспитание в августинский монастырь, но вскоре оттуда сбежал и посвятил себя изучению музыки в Пражской консерватории под руководством Йозефа Грабе и Яна Бедржиха Китля. Получив место контрабасиста в придворной капелле в Штутгарте, он приобрёл известность благодаря двум своим сочинениям — симфонии A-dur и опере «Анна фон Ландскрон».
Оттуда Аберт отправился в Париж и Лондон, где пробыл довольно долгое время. В Париже он сблизился с Дж. Россини, Д. Обером и Ф. Галеви, благодаря их влиянию ему удалось провести свою симфонию в «популярных концертах» (concerts populaires); здесь же он окончил и свою оперу «Король Энцио» (1862). Вслед за тем написал симфоническую картину «Колумб», которая была исполнена в Германии, Нидерландах, Франции и США.
После этого Аберт был назначен директором музыки в Штутгарт, где публично выступил с оперой «Асторга», за которую удостоился от короля звания придворного капельмейстера. Текст его оперы «Эккехард» («Ekkehard», 1878) написан на сюжет романа Й. В. фон Шеффеля. Из прочих его сочинений можно ещё назвать симфонию до-минор, несколько концертных увертюр, струнных квартетов, фортепианных пьес и песен.
В инструментальном творчестве Аберт развивал романтические традиции Ф. Мендельсона, Р. Шумана, И. Брамса, в сценических произведениях опирался на образцы французской «большой оперы» (Ф. Галеви, Дж. Мейербер).